# Ernesto Silva (jinete)
Ernesto Silva fue un jinete chileno que compitió en la modalidad de doma. Ganó una medalla de oro en los Juegos Panamericanos de 1951, en la prueba por equipos.

## Palmarés internacional
| Juegos Panamericanos | Juegos Panamericanos     | Juegos Panamericanos | Juegos Panamericanos |
| Año                  | Lugar                    | Medalla              | Categoría            |
| -------------------- | ------------------------ | -------------------- | -------------------- |
| 1951                 | Buenos Aires (Argentina) | Medalla de oro       | Por equipos          |